# Municipio de Rose Creek (Arkansas)
El municipio de Rose Creek (en inglés: Rose Creek Township) es un municipio ubicado en el condado de Perry en el estado estadounidense de Arkansas. En el año 2010 tenía una población de 208 habitantes y una densidad poblacional de 5,23 personas por km².

## Geografía
El municipio de Rose Creek se encuentra ubicado en las coordenadas 35°3′54″N 92°58′28″O / 35.06500, -92.97444. Según la Oficina del Censo de los Estados Unidos, el municipio tiene una superficie total de 39.81 km², de la cual 39,8 km² corresponden a tierra firme y (0,03 %) 0,01 km² es agua.

## Demografía
Según el censo de 2010, había 208 personas residiendo en el municipio de Rose Creek. La densidad de población era de 5,23 hab./km². De los 208 habitantes, el municipio de Rose Creek estaba compuesto por el 99,04 % blancos, el 0,48 % eran amerindios y el 0,48 % eran de una mezcla de razas. Del total de la población el 1,44 % eran hispanos o latinos de cualquier raza.